# Tangled Lives (film 1917)
Tangled Lives è un film muto del 1917 diretto da J. Gordon Edwards. Il soggetto, firmato da Mary Murillo che è anche sceneggiatrice del film, è basato sul romanzo The Woman in White di Wilkie Collins pubblicato a Londra nel 1860.

## Trama
Roy Schuyler, dopo aver dissipato tutto il suo patrimonio, si trova costretto, a causa dei suoi creditori, a sposare una ricca ereditiera, Laura Reid. La sorella di quest'ultima, Ann, cerca di mettere in guardia Laura sui veri motivi dei quel matrimonio ma Roy la rapisce e la fa rinchiudere in un manicomio. L'uomo, poi tenta senza riuscirci, di far firmare alla moglie un documento che gli darebbe il controllo delle proprietà di Laura. Dopo il rifiuto della donna, Schuyler - aiutato da Dessori - porta anche lei nello stesso manicomio dove si trova Ann. La sorella muore e Laura, che le somiglia molto, viene scambiata con lei. Ciò rende libero Schuyler che può impossessarsi del patrimonio di Laura. Ma la cugina di lei, Marion, riesce a corrompere un infermiere e a farla fuggire. Dassori, poi, confessa la sua partecipazione al delitto e stabilisce la vera identità di Laura. Roy, in preda ai rimorsi, si uccide.

## Produzione
Il film fu prodotto dalla Fox Film Corporation.

## Distribuzione
Distribuito dalla Fox Film Corporation, il film uscì nelle sale cinematografiche USA il 2 aprile 1917.